# Christiane Beerlandt
Christiane Beerlandt (Turnhout, 7 juni 1955 - Aalst, 18 juni 2015) was een Vlaamse auteur van boeken over persoonlijke ontwikkeling en zelfhulpliteratuur. Haar oeuvre beslaat meer dan 20 titels met onderwerpen als psychosomatiek, voeding, levensfilosofie en astrologie.

## Leven
Christiane Beerlandt werd naar eigen zeggen geboren met een talent om ‘zich zeer diep psychologisch in mensen in te voelen’. Een tijd lang dacht zij dat iedereen dit vermogen bezit, zich onbewust van haar speciale gave. Beerlandt studeerde aanvankelijk kunstgeschiedenis aan de Katholieke Universiteit Leuven. Alle illustraties in haar werk zijn van de hand van de auteur. 
Zeer begaan met het lot van dieren, zette zij zich in voor het hormoonvrij maken van diervoer samen met de Vlaamse Europarlementariër Jaak Vandemeulebroucke. In de tachtiger jaren had zij een natuurvoedingswinkel in de Christinastraat te Oostende waar mensen haar vaak om raad vroegen. Toen het haar duidelijk werd dat zij een gave had, besloot zij die volledig te benutten en zo begon zij haar levensmissie als schrijfster.

## Werk
Beerlandts eerste en dikste boek, de Sleutel tot Zelf-Bevrijding (1436 pagina’s), is een encyclopedie van de psychosomatiek. Het boek beschrijft 1300 ziekten en kwalen met hun psycho-emotionele kernoorsprong en diepere betekenissen. Het doel van dit boek is het duidelijk maken dat ziekten symptomen zijn van symptomen die in de psyché verborgen liggen en die wij door diep in ons zelf te kijken kunnen achterhalen. Christiane Beerlandt stelt met nadruk dat zij geenszins gekant is tegen de reguliere geneeskunde, maar dat het van belang is tegelijk met de medische behandeling ook de psyche-emotionele ondergrond van een kwaal te bekijken. In die zin geldt ziekte als een signaal. Naast dit lijvige werk schreef Beerlandt de Hoorn des Overvloeds, over de psychologische patronen die ten grondslag liggen aan een spontane trek in bepaalde voedingsmiddelen. Zie bibliografie voor het overige werk.

## Filosofie
Beerlandt heeft zich in haar boeken en tijdens haar lezingen steeds sterk gemaakt voor de inherent innerlijke kracht die in elk mens aanwezig is. Volgens Beerlandt hebben wij allen een Levenskracht die wil groeien en gekend wil worden, maar worden wij door opvoeding, overtuigingen en misconcepties vervuld van het idee dat wij aan vele zaken niets kunnen doen. Dit noemt zij de Tegenkracht in ons die regelrecht tegen een vervuld leven indruist. Het is steeds Beerlandts bedoeling geweest haar medemens te stimuleren tot meer zelfkennis, bewustwording en persoonlijke ontwikkeling. Naast een groot aantal enthousiaste lezers waaronder artsen en specialisten, is er ook kritiek op haar werk vanuit de hoek van sceptici.

### Astrologie
- Bevrijdende astrologie – ISBN 9789075849172
- Alcyone of het vertekende zelfbeeld van de mens. Huis van zuivering – ISBN 9789075849332
- Op aarde zoals aan de hemel. Psychologische symbooltaal van de sterren – ISBN 9789075849141
- Benetnasch, symboliek van de ster in de staart van de Grote Beer – ISBN 9789075849035
- De Zwarte Maan en Priapus – Redding uit de draaikolk van oerinstinctieve patronen – ISBN 9789075849431

Naast bovenstaande bibliografie verschenen er nog tekstkaarten, numerologische jaarsymbolieken, partituren met composities van haar hand en muziekcd’s.
Het werk van Christiane Beerlandt wordt gepubliceerd door Uitgeverij Beerlandt Publications (aanvankelijke naam: Uitgeverij Altina), opgericht door de Belgische arts Dirk Lippens. Het werk van Christiane Beerlandt is vertaald in vier talen.
- Bibliothèque nationale de France: cb155902991 (data)
- International Standard Name Identifier: 0000 0000 0221 4425
- Nederlandse Thesaurus van Auteursnamen: 121005968
- Système universitaire de documentation: 242725708
- Virtual International Authority File: 54468058